# Mezur
Mezur (em armênio: Մզուր; romaniz.: Mzur), Muzur (Մուզուր), Marur (em árabe: مارور; romaniz.: Marūr), Mazur (مازور), Menzur (Մընջուր, Mənǰur), Muzarom (Μουνζαρων) ou Muzurom (Μουζουρων, Mouzourōn), segundo a Geografia de Ananias de Siracena (século VII), foi um cantão (gavar) da província (ascar) de Alta Armênia, no Reino da Armênia. Compreendia uma área de 2 775 quilômetros quadrados. João Serapião faz menção às montanhas Muzur (Jabal Muzur) nesse distrito. Possivelmente fazia parte do principado mamicônida de Acilisena, que também incluía Daranália. No tempo da Paz de Acilisena de 387, foi um dos territórios mantidos no "reino" deixado sob controle de Ársaces III (r. 378–390). Com a eventual dissolução do reino de Ársaces III em 390, em decorrência de seu falecimento, Mezur foi incluída na província de Armênia Interior. Em 528, com a reorganização das províncias armênias do Império Bizantino sob Justiniano I (r. 527–565), fez parte da Armênia Magna até sua eventual transferência, em 536, à Armênia Prima, que compreendia toda a Armênia Interior e antigos territórios da Armênia Prima original. Nessa reorganização, Justiniano aboliu o principado mamicônida local, e os Mamicônios devem ter migrado à Armênia sassânida. Em 591, com a nova reorganização sob Maurício (r. 582–602), Mezur foi incluído na província recém-fundada de Armênia Quarta, que substituiu, político e geograficamente, a anterior Armênia Quarta. Com as eventuais invasões omíadas na Armênia em 636, Mezur foi devolvida à Armênia Prima.